# イルタ・スキャンダル -恋は特訓コースで-
『イルタ・スキャンダル〜恋は特訓コースで〜』(朝鮮語: 일타 스캔들)は、韓国tvNにて2023年1月14日から配信するテレビドラマ。惣菜店を営むシングルマザーと摂食障害に悩む数学講師が織りなすラブコメディドラマ。

## 登場人物

### 主要人物
- ナム・ヘンソン：チョン・ドヨン[1]

惣菜店「国家代表」の社長である元ハンドボール代表選手。
娘であるヘイと弟のジェウの世話に明け暮れる中、ヘイの大学受験を成功させるためにチヨルと関わるうちに惹かれてゆく。
- チェ・チヨル：チョン・ギョンホ[1]

塾の「ザ・プライド学院」所属のナンバーワンの成績を誇る数学講師だが、摂食障害に悩まされている。

### ナム・ヘンソンの周辺の人々
- ナム・ヘイ：ノ・ユンソ（朝鮮語版）[2]

高校2年生であるヘンソンの娘。学級委員。惣菜店の手伝いをしている。
- ナム・ジェウ：オ・ウィシク[2]

アスペルガー症候群を患うヘンソンの弟。惣菜店の会計担当。
- キム・ヨンジュ：イ・ボンリョン（朝鮮語版）[2]

ヘンソンの親友。ヘンソンと共に惣菜店「国家代表」を経営している。

### チェ・チヨルの周辺の人々
- チ・ドンヒ：シン・ジェハ（朝鮮語版）[2]

チェ・チヨル研究所室長。チヨルを尊敬している。
- チョン・ジョンリョル：キム・ダヒン（朝鮮語版）[2]

ウリム高校2年1組担任。チヨルと大学の同期。

### その他
- チャン・ソジン：チャン・ヨンナム（朝鮮語版）[2]

弁護士の教育ママで、ママ友のリーダー格。息子達を医師にさせるべく、大学受験に熱心。
- イ・ソンジェ：イ・チェミン（朝鮮語版）[2]

ソジンの息子。
- チョ・スヒ：キム・ソニョン[2]

高校生の娘であるスアの大学受験に熱心な教育ママ。
- イ・ミオク：ファン・ボラ（朝鮮語版）

酒を飲むのが生き甲斐の教育ママ。
- カン・ジュンサン：ホ・ジョント（朝鮮語版）

チヨルが所属する塾「ザ・プライド学院」の塾長。

## スタッフ
- 演出：ユ・ジェウォン（朝鮮語版）
- 脚本：ヤン・ヒスン（朝鮮語版）
- 制作：tvN, スタジオドラゴン